# Tidig tömygga
Tidig tömygga, Aedes punctor är en tvåvingeart som först beskrevs av Kirby 1837.  Aedes punctor ingår i släktet Aedes och familjen stickmyggor. Arten är reproducerande i Sverige. Inga underarter finns listade i Catalogue of Life.